# Орден 20 августа
Орден 20 августа (фр. Ordre du 20 Août) — третья по значимости награда Сенегала.

## История
Орден 20 августа учреждён 2 октября 1960 года и является самым старым из трёх орденов Сенегала. 
Назван в честь даты национального праздника — Дня независимости.
Награждение орденом производится за заслуги в движении за независимость и «освобождение сенегальских людей».

## Описание
Орден имеет одну степень и представляет собой серебряную пятиконечную звезду, в центре которой медальон с изображением без эмалей из щита государственного герба Сенегала периода 1960—1965 годов: «Стоящий лев, над ним пятиконечная звезда, от которой исходит сияние в виде креста». На реверсе находится надпись «Un peuple, un but, une foi» (Один Народ, Одна Цель, Одна Вера). 
Лента красного цвета с черной полосой. 
Орден носится на левой стороне груди.